# 鈴木優香
鈴木 優香（すずき ゆうか、2000年〈平成12年〉8月15日 - ）は、日本のYouTuber、グラビアアイドル。女性アイドルグループ・AKB48、おやすみセカイ、81momentの元メンバー。静岡県出身。フレイヴ エンターテインメント所属の後、フリー期間を経て2025年1月よりLIBERA所属。

## 経歴
17歳の時にオーディションを受け、2018年3月に「81moment」のメンバー・皆川優香として活動開始した。同年6月に正式メンバーとなる。2018年11月には「おやすみセカイ」に加入。メンバーカラーはピンク。2019年5月にグループを卒業した。
2019年10月に「AKB48 チーム8」に静岡県代表として加入した。
2021年4月、三股恋愛報道を受けて活動を休止し、同年7月30日に復帰したが、9月18日にグループ卒業を発表した。10月26日発売の『週刊FLASH』（光文社）にて初の水着グラビアを披露し、以降、グラビアアイドルとして活動を再開する。
2022年1月21日にファンクラブが始動したことを発表した。同年6月23日に自身のInstagramで、フレイヴ エンターテインメントに所属することを発表した。同年9月30日には初の書籍写真集を発売した。12月7日、自身のYouTubeを開始した。
2023年7月17日、自身のYouTube生配信にてYouTube登録者10万人を達成した。
同年9月11日の生配信でフレイヴ エンターテインメント退所を報告した。
2024年7月8日、YouTube登録者20万人を達成した。
2025年1月1日より芸能事務所LIBERAに所属している。
2025年5月19日に「ゆうかの度々旅ラジオ」第1回配信。
2025年7月17日、YouTube登録者50万人をカウントダウンライブ中に達成した。
2025年8月9日に鈴木優香生誕祭2025を東京芸術センター21階天空劇場にて開催。

## 人物
- 2歳年上の姉がいる[4]。
- 幼少期を北京で過ごしたため、特技は中国語を話せること[1][15]。実母が中国出身であり、日中ハーフである[16]。
- 初めての彼氏は高校1年生の時に出会った30歳年上の社会人[17]。卒業後の2021年10月に文春オンラインの取材を受け、30歳年上の男性とは2018年3月から恋愛関係だったこと、グループ加入時点での同棲などを認めた[17]。ただし取材時点では2020年4月に連絡を取って以来会っておらず別れたと述べている[17]。
- 2022年12月21日配信の自身のYouTubeでは前述の騒動渦中、2021年5月ごろの話として、AV女優転身を考え自らAV事務所に赴き、AVメーカーの面接を受けていたと告白した[18]。具体的なギャランティーの話や、作品内容まで話は進んだが、親から「応援しづらい」と言われ悩んだ末に辞退したという[18]。「出たくなかったわけじゃない」とも話し、今後に含みも持たせた[19]。この告白は台湾でも報道された[20]。

## 書籍

### 写真集
- 1st写真集「だまされてみる?」（2022年9月30日、講談社）撮影：西田幸樹 ISBN 978-4065296707[11]

### 写真集系雑誌
- YUUKA SUZUKI mini book（2021年10月26日、光文社）撮影:LUCKMAN ※FLASH 2021年11月9・16日合併号綴込付録
- 切り離せるミニブック 鈴木優香 濡れた（2022年2月8日、光文社）撮影：西條彰仁
- DOLCE Vol.3 本郷柚巴・鈴木優香・ほか 全13名（2022年2月22日、白夜書房）
- フォトテクニックデジタル別冊 グラビアアーカイブス2023 伊織もえ・雪平莉左・東雲うみ・高崎かなみ・鈴木優香（2023年1月27日、玄光社）

### デジタル写真集
- これが初めて（2021年11月29日、集英社、週プレ PHOTO BOOK）撮影：佐藤裕之
- スキャンダルFカップ（光文社、FLASH デジタル写真集）
  - Vol.1（2021年12月14日）撮影：LUCKMAN
  - Vol.2（2021年12月21日）撮影：LUCKMAN
  - Vol.3（2021年12月21日）撮影：LUCKMAN
- F乳のプリンセス（講談社、FRIDAY デジタル写真集）
  - vol.1（2022年2月18日）撮影：西田幸樹
  - vol.2 オール未公開120カット超完全版（2022年2月18日）撮影：西田幸樹
- W-DAY on the floor（2022年3月8日、白夜書房、BUBKA デジタル写真集）撮影：高橋慶佑
- 初セクシー（光文社、FLASH デジタル写真集）
  - Vol.1～濡れる編～（2022年3月29日）撮影：西條彰仁
  - Vol.2～美ヒップ解禁編～（2022年3月29日）撮影：西條彰仁
  - Vol.3～ランジェリー編～（2022年3月29日）撮影：西條彰仁
- 思わせガール（2022年4月1日、秋田書店、ヤングチャンピオンデジグラ）
- 圧倒的彼女。（2022年4月29日、白泉社）撮影：鈴木ゴータ
- ずっと前から（2022年7月26日、光文社、FLASH デジタル写真集）撮影：小塚毅之
- 触ってみる?（2022年7月26日、光文社、FLASH デジタル写真集）撮影：小塚毅之
- 決意の初官能ショット（講談社、FRIDAY デジタル写真集）
  - vol.1（2022年9月9日）撮影：西田幸樹
  - vol.2 オール未公開100カット超完全版（2022年9月9日）撮影：西田幸樹
- 彼女と付き合いたい!!（2022年11月15日、双葉社、漫画アクションデジタル写真集）撮影：惠原祐二
- 理想と現実（2023年1月13日、主婦の友社、STRiKE! デジタル写真集022）撮影：藤本和典
- 花の生命（いのち）（2023年2月20日、集英社、週プレPHOTO BOOK）撮影：熊谷貫
- 鈴木優香写真集（2023年2月22日、KADOKAWA、Gテレデジタル！）撮影：小塚毅之
- だまされてみる?（講談社、FRIDAY デジタル写真集）
  - オール未公開スペシャル編集 vol.1（2023年5月11日）撮影：西田幸樹
  - オール未公開スペシャル編集 vol.2（2023年5月11日）撮影：西田幸樹
  - オール未公開スペシャル編集 vol.3（2023年5月11日）撮影：西田幸樹
  - オール未公開スペシャル編集 vol.4 大ボリューム！ 100カット超え（2023年5月11日）撮影：西田幸樹
- fire BLUE（2023年11月18日、白夜書房、BUBKAデジタル写真集）撮影：田中健児
- 密室のふれあい（2024年2月16日、扶桑社、SPA！デジタル写真集）撮影：大藪達也

## 出演

### テレビ番組
- 青春高校3年C組（2019年、テレビ東京） - 入学希望者[21]

### 映画
- 未成仏百物語〜AKB48 異界への灯火寺〜（2021年9月10日公開、キグー）総監督：糸曽賢志 [22]

### インターネットテレビ
- 給与明細（2022年4月25日[23]、ABEMA） - 潜入ガール

### イベント
- EXIA Presents KANSAI COLLECTION 2022 AUTUMN ＆ WINTER（2022年8月4日、京セラドーム大阪）[24]
- FASHION LEADERS 2022（2022年9月24日、なんばHatch）[25]